# Quang Phu Cau
Quang Phu Cau (Quảng Phú Cầu) est une commune du district de Ung Hoa, près de la ville de Hanoï, au Viêt Nam.

## Géographie
Quang Phu Cau couvre une superficie de 8,91 km2, comprenant six villages : Xa Cau, Quang Nguyen, Phu Luong Thuong, Phu Luong Ha, Cau Bau, et Dao Tu. Située au nord-est du district de Ung Hoa, elle est bordée à l'est par la commune de Phu Tuc (district de Phu Xuyen), à l'ouest et au nord par la commune de Hong Duong (district de Thanh Oai), au sud-ouest par les communes de Truong Thinh et Lien Bat.

## Population
En 2012, la population de la commune était de 11 143 personnes.

## Économie

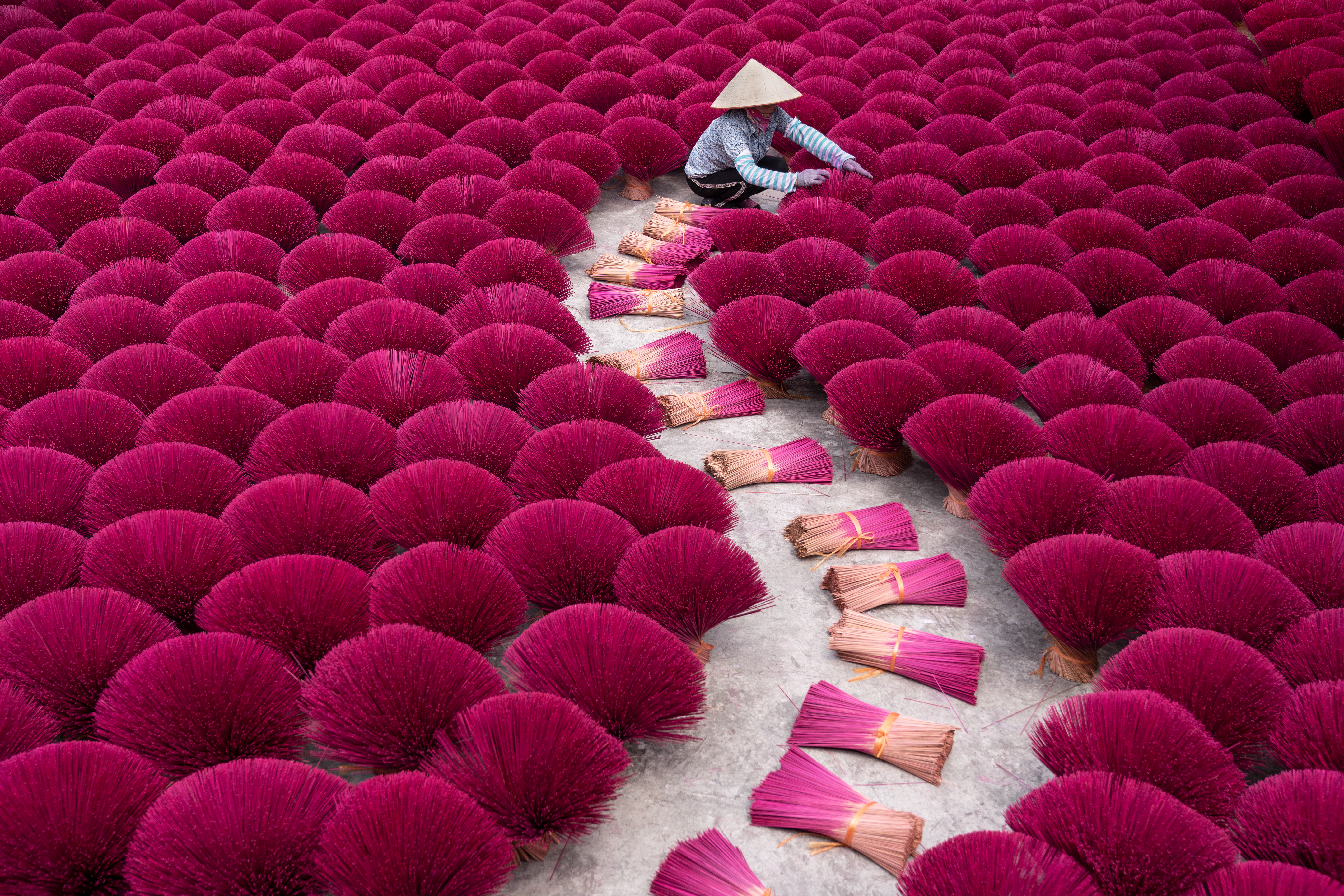
Des bâtons d'encens sont mis à sécher après avoir été trempés dans la préparation d'encens, à Quang Phu Cau.

La commune de Quang Phu Cau a une économie forte, basée principalement de l'artisanat, dont le principal est la production de bâtons d'encens, notamment pour les besoins spirituels. Cette activité fait vivre quelque 3 000 familles. Cette activité attire aussi de nombreux touristes dans la commune.